# Zajednica žena "Katarina Zrinski"
Zajednica žena "Katarina Zrinski" (nazvana također: Zajednica žena HDZ-a) je organizacija žena Hrvatske demokratske zajednice. 
Osnovana je u Splitu 20. veljače 1999. godine. Unutar Hrvatske demokratske zajednice Zajednica žena ima status zasebne organizacijske cjeline, ali nema status pravne osobe. Ona okuplja žene unutar stranke kao i žene koje prihvaćaju programska načela HDZ-a. Predsjednica organizacije je Sanja Putica, prof.

## Politički profil
Zajednica žena "Katarina Zrinski" temelji svoje djelovanje na načelima Programa HDZ-a. Temeljna zadaća jest jačanje položaja žena unutar HDZ-a i određivanje političkih stajališta njezinih članica u odnosu na temeljna društvena pitanja hrvatskog društva. 
Zajednica žena promiče:
- obitelj kao temeljnu zajednicu društva afirmirajući ulogu žene u obitelji
- potiče dosljednu provedbu nacionalne politike za promicanje jednakosti žena
- borbu protiv nasilja nad ženama i djecom
- odgoju djece i mladih
- suradnju s nevladinim organizacijama u promicanju prava žena.

## Položaj unutar HDZ-a
Zajednica žena jedna je od devet zajednica unutar Hrvatske demokratske zajednice. Pored Mladeži Hrvatske demokratske zajednice ima posebni položaj unutar stranke. Predsjednica zajednice po položaju je članica Predsjedništva HDZ-a, te bira tri predstavnika u Središnji odbor stranke.

## Ustrojstvo zajednice
Najviše tijelo nacionalne organizacije je Opći sabor. Opći sabor bira Predsjedništvo. Nacionalna organizacija se sastoji od županijskih organizacija. Zajednica žena ima i svoje ogranke po gradovima i velikim općinama. 

## Predsjednice zajednica
1. Jadranka Kosor (od 20. veljače 1999. do 2002.)
2. Karmela Caparin (od 7. svibnja 2002. do 2008.)
3. Bianca Matković (izabrana 13. siječnja 2008.)
4. Katarina Fuček (izabrana na Središnjem odboru Zajednice žena 27. ožuja 2010., ponovno izabrana na saboru Zajednice žena 29. siječnja 2011.)
5. dr.sc. Marija Boban (izabrana na saboru Zajednice žena 27. listopada 2012.)

## Poveznice
- Hrvatska demokratska zajednica

- Zajednica žena HDZ-a "Katarina Zrinski"  Arhivirana inačica izvorne stranice od 30. listopada 2013. (Wayback Machine)